# Los dientes de Hitler
Los dientes de Hitler (en noruego: Hitlertennene en alemán: Hitlerzähne) es un conjunto histórico cerca de Brusand, Noruega.

## Historia
En 1940, en plena expansión europea del dominio del nazismo y el contexto de la Segunda Guerra Mundial, las Wehrmacht del III Reich formadas por Heer, Kriegsmarine y Luftwaffe, invadieron las zonas neutrales de Noruega y Dinamarca en una operación que fue bautizada bajo el nombre de Weserübung.
En el sur del pueblo de Brusand, Hå, provincia de Rogaland, fue uno de los muchos lugares donde la Wehrmacht instaló bases. En ese sector del sur del país, al lado de la actual carretera RV44 usando prisioneros de guerra, construyeron distintos edificios de uso militar para los nazis, así como la adecuación de vías y sistemas de defensivos para evitar una invasión de los Aliados, siendo los dientes de Hitler, una de las construcciones defensivas más grandes de la región, alcanzando varios kilómetros de diámetro, de los cuales se conservaron buena parte después de la guerra, especialmente, desde las localidades de Brusand hasta Varden, siendo la zona del sur de Brusand donde más dientes quedaron de pie, alcanzando hasta cuatro líneas defensivas. 
Los alemanes encontraron probable que un asalto aliado ocurriera en las playas de Jæren, tanto por su proximidad al Reino Unido como por su topografía. Los bloques gigantes que conforman los dientes están hechos de piedra y hormigón y corren durante varios kilómetros con hasta 4 filas de obstáculos. Algunos prisioneros noruegos sabotearon varios dientes al mezclar más arena en el concreto con el fin de debilitarlos.
El nombre deriva de diente de dragón, el sistema defensivo con el fin de evitar el paso a ejércitos mecanizados que se aplicó de forma masiva en distintos puntos estratégicos durante la guerra. En este caso, estaba dentro de los planes de Adolf Hitler de construir un gran muro atlántico.